# Novocrania philippinensis
Novocrania philippinensis är en armfotingsart som först beskrevs av Dall 1920.  Novocrania philippinensis ingår i släktet Novocrania och familjen Craniidae. Inga underarter finns listade i Catalogue of Life.